# Anglards-de-Salers
Anglards-de-Salers è un comune francese di 814 abitanti situato nel dipartimento del Cantal nella regione dell'Alvernia-Rodano-Alpi.

## Società

### Evoluzione demografica
Abitanti censiti